# رونالد هولمبرگ
 رونالد هولمبرگ (انگلیسی: Ronald Holmberg؛ زادهٔ ۲۷ ژانویهٔ ۱۹۳۸) یک تنیس‌باز اهل ایالات متحده آمریکا است.